# Kisunyom
Kisunyom (horvátul: Kišujamba) község Vas vármegyében, a Szombathelyi járásban.

## Fekvése
Szombathelytől 10 kilométerre délre fekszik, a Gyöngyös-sík déli részén, a Sorok partján. A szomszédos települések: észak felől Balogunyom, kelet felől Sorokpolány, dél felől Egyházasrádóc, nyugat felől pedig Ják.

### Megközelítése
A településen végighúzódik, annak főutcájaként, nagyjából dél-északi irányban a 86-os főút, így ez a legfontosabb közúti megközelítési útvonala; a keleti szomszédságában fekvő településekkel a 8704-es út kapcsolja össze.
A hazai vasútvonalak közül a községet a Szombathely–Szentgotthárd-vasútvonal érinti, de megállási pontja nincs a területén, a legközelebbi vasúti csatlakozási lehetőséget így Ják-Balogunyom vasútállomás kínálja, Kisunyom központjától szűk 2 kilométerre északra.

## Nevének eredete
Nevét középkori birtokosairól a Hermán nemzetségből származó Unyaniakról kapta. A név valószínűleg szláv (Unin) eredetű. Előtagja a szomszédos Nagyunyomtól különbözteti meg.

## Története
Ősidők óta lakott hely, határában kőkorszaki és bronzkori leleteket
találtak. Területén állt egykor Zsidóvár.
A falut 1318-ban Unon néven említik először. 1340-ben Hunyan, 1346-ban Eghazas Vnyan, 1356-ban és 1410-ban Vnyan, 1430-ban Wnyan néven szerepel. A középkorban a Hermán nembeli Unyaiak birtoka. Szent Mihály-temploma középkori eredetű, 1438-ban már említik.
Fényes Elek szerint "Kis-Unyom, magyar falu, Vas vmegyében, ut. p. Szombathelyhez 1 1/2 óra a körmendi országutban: 350 kath., 20 ref., 10 zsidó lak., kath. paroch. templommal. Határa róna és jó buzát terem; legelője elég. Birják Szegedy, Miskey, Egerváry, s m. t."
Vas vármegye 1898-ban kiadott monográfiája szerint "Házainak száma 40, a lakosoké 457, akik mind magyarok és r. kath. vallásuak. Vasúti állomása, postája és távírója helyben van. A község a Sorok patak mellett fekszik és körjegyzőségi székhely. E régi nemesi községnek nevezetesebb birtokosai voltak a Miskey –, Málik –, Bácsmegyei – és Szegedy -családok. Plébániája 1698-ban már virágzott. Temploma 1869-ben leégett, de újra építették."
1910-ben 484 magyar lakosa volt.

## Közélete

### Polgármesterei
- 1990–1994: Vártok Oszkár (független)[8]
- 1994–1998: Boda Mária (független)[9]
- 1998–2002: Szekeres Zsuzsanna (független)[10]
- 2002–2006: Szekeres Zsuzsanna (független)[11]
- 2006–2010: Szekeres Zsuzsanna (független)[12]
- 2010–2014: Pásztor László (független)[13]
- 2014–2019: Pásztor László (független)[14]
- 2019–2022: Szekeres Zsuzsanna (független)[15]
- 2022–2024: Szita Tímea (független)[16]
- 2024– : Szita Tímea (független)[1]

A településen 2022. december 4-én időközi polgármester-választást kellett tartani, mert az addigi faluvezető 2022. szeptember 15-én lemondott posztjáról.

## Népesség
A település népességének változása:
| Lakosok száma | 418  | 432  | 423  | 434  | 458  | 440  | 446  |
|               | 2013 | 2014 | 2015 | 2021 | 2022 | 2023 | 2024 |

A 2011-es népszámlálás során a lakosok 86,5%-a magyarnak, 1,9% németnek, 0,5% horvátnak mondta magát (13,5% nem nyilatkozott; a kettős identitások miatt a végösszeg nagyobb lehet 100%-nál). A vallási megoszlás a következő volt: római katolikus 68,1%, református 2,1%, evangélikus 0,5%, izraelita 0,2%, felekezet nélküli 5,2% (23,6% nem nyilatkozott).
2022-ben a lakosság 90,8%-a vallotta magát magyarnak, 1,7% németnek, 0,4% horvátnak, 0,2-0,2% görögnek, románnak, ruszinnak és cigánynak, 2,6% egyéb, nem hazai nemzetiségűnek (9,2% nem nyilatkozott; a kettős identitások miatt a végösszeg nagyobb lehet 100%-nál). Vallásuk szerint 44,8% volt római katolikus, 1,7% református, 1,5% evangélikus, 1,7% egyéb keresztény, 2,6% egyéb katolikus, 8,7% felekezeten kívüli (38,9% nem válaszolt).

## Nevezetességei
- Mihály arkangyal tiszteletére szentelt temploma középkori eredetű, a 18. században átépítették. 1869-ben leégett, de újjáépítették. Oltárképét Anton Spreng osztrák festő festette 1808-ban.
- A faluban Reissig-kastély áll, egykori tulajdonosa, Reissig Ede Vas vármegye főispánja volt.